# Konstantin Kravtsjoek
Konstantin Vladimirovitsj Kravtsjoek (Moskou, 23 februari 1985) is een Russische tennisspeler. Hij heeft nog geen ATP-toernooi gewonnen. Wel deed hij al mee aan een Grand Slam. Hij heeft één challenger in het enkelspel en tien challengers in het dubbelspel op zijn naam staan.

## Palmares

### Palmares enkelspel
| Nr.                  | Datum            | Toernooi         | Ondergrond | Tegenstander in finale | Score         |
| -------------------- | ---------------- | ---------------- | ---------- | ---------------------- | ------------- |
| Gewonnen challengers |                  |                  |            |                        |               |
| 1.                   | 30 november 2009 | Chanty-Mansiejsk | Tapijt (I) | Marcel Granollers      | 1-6, 6-3, 6-2 |
| 2.                   | 8 mei 2016       | Busan            | Hardcourt  | Daniel Evans           | 6-4, 6-4      |

### Palmares dubbelspel
| Nr.                              | Datum             | Toernooi               | Ondergrond    | Partner               | Tegenstanders in finale               | Score                  |
| -------------------------------- | ----------------- | ---------------------- | ------------- | --------------------- | ------------------------------------- | ---------------------- |
| Gewonnen challengers herendubbel |                   |                        |               |                       |                                       |                        |
| 1.                               | 19 mei 2008       | Fargʻona               | Hardcourt     | Łukasz Kubot          | Alexandre Krasnoroutsky Vaja Uzakov   | 6-4, 6-1               |
| 2.                               | 23 maart 2009     | Sarajevo               | Hardcourt (I) | Dawid Olejniczak      | James Auckland Rogier Wassen          | 6-2, 3-6, [10-7]       |
| 3.                               | 25 juli 2011      | Astana                 | Hardcourt     | Denys Molchanov       | Arnau Brugués-Davi Malek Jaziri       | 7-6(4), 6-7(1), [10-3] |
| 4.                               | 16 juli 2012      | Penza                  | Hardcourt     | Nikolaus Moser        | Yuki Bhambri Divij Sharan             | 6-7(5), 6-3, [10-7]    |
| 5.                               | 23 juli 2012      | Astana                 | Hardcourt     | Denys Molchanov       | Karol Beck Kamil Čapkovič             | 6-4, 6-3               |
| 6.                               | 6 augustus 2012   | Pozoblanco             | Hardcourt     | Denys Molchanov       | Adrian Mannarino Maxime Teixeira      | 6-3, 6-3               |
| 7.                               | 24 september 2012 | Lermontov              | Gravel        | Denys Molchanov       | Andrej Goloebev Yuri Schukin          | 6-3, 6-4               |
| 8.                               | 12 augustus 2013  | Kazan                  | Hardcourt (I) | Victor Baluda         | Ivo Klec Jürgen Zopp                  | 6-3, 6-4               |
| 9.                               | 24 februari 2014  | Cherbourg              | Hardcourt (I) | Henri Kontinen        | Pierre-Hughes Herbert Albano Olivetti | 6-4, 6-7(3), [10-7]    |
| 10.                              | 2 september 2014  | Saint-Rémy-de-Provence | Hardcourt (I) | Pierre-Hugues Herbert | David Guez Martin Vaisse              | 6-1, 7-6(3)            |
| 11.                              | 2 augustus 2015   | Astana                 | Hardcourt     | Denys Molchanov       | Yunseong Chung Jurabeck Karimov       | 6-2, 6-2               |
| 12.                              | 4 oktober 2015    | Ağrı                   | Hardcourt     | Denys Molchanov       | Alexandr Igoshin Yaraslav Shyla       | 6-3, 7-6(4)            |
| 13.                              | 3 april 2016      | Raänana                | Hardcourt     | Denys Molchanov       | Jonathan Erlich Philipp Oswald        | 4-6, 7-6(1), [10-4]    |

## Prestatietabel (Grand Slam) enkelspel
| Legenda | Legenda                          |
| ------- | -------------------------------- |
| g.t.    | geen toernooi gehouden           |
| l.c.    | lagere categorie                 |
| –       | niet deelgenomen                 |
| G       | uitgeschakeld in de groepsfase   |
| 1R      | uitgeschakeld in de eerste ronde |
| 2R      | uitgeschakeld in de tweede ronde |
| 3R      | uitgeschakeld in de derde ronde  |
| 4R      | uitgeschakeld in de vierde ronde |
| KF      | uitgeschakeld in de kwartfinale  |
| HF      | uitgeschakeld in de halve finale |
| F       | de finale verloren               |
| W       | het toernooi gewonnen            |
| w-v     | winst/verlies-balans             |

| Grandslamtoernooien   |      |        |
| Australian Open       | –    | 0-0    |
| Roland Garros         | –    | 0-0    |
| Wimbledon             | 1R   | 0-1    |
| US Open               | –    | 0-0    |
| Winst-verlies         | 0–1  | 0-1    |
| ATP World Tour Finals |      |        |
| ATP World Tour Finals | –    | 0-0    |
| Olympische Spelen     |      |        |
| Olympische Spelen     | g.t. | 0-0    |
| Statistieken          |      |        |
| Totaal aantal titels  | 0    | 0      |
| Totaal winst-verlies  | 0-2  | 5-10   |
| Eindejaarsranking     | 211  | n.v.t. |